# 泰奥多尔-阿格里帕·多比涅
泰奥多尔-阿格里帕·多比涅（法語：Théodore-Agrippa d'Aubigné，法語發音：[teo.dɔʁ aɡʁipa dobiɲe]，1552年2月8日—1630年4月29日）是一位法国诗人、士兵。他的史诗《悲剧》（Les Tragiques，1616年）被广泛认为是其代表作。